# Билстринген
Билстринген (њем. Bülstringen) општина је у њемачкој савезној држави Саксонија-Анхалт. Једно је од 35 општинских средишта округа Берде. Према процјени из 2010. у општини је живјело 946 становника. Посједује регионалну шифру (AGS) 15083115.

## Географски и демографски подаци
Билстринген се налази у савезној држави Саксонија-Анхалт у округу Берде. Општина се налази на надморској висини од 53 метра. Површина општине износи 25,4 km². У самом мјесту је, према процјени из 2010. године, живјело 946 становника. Просјечна густина становништва износи 37 становника/km².